# Un couple
Un couple è un film del 2022 diretto da Frederick Wiseman.
La pellicola, presentata in concorso alla 79ª Mostra internazionale d'arte cinematografica di Venezia, è tra i rari film di finzione del documentarista.

## Trama
Il film consiste nella declamazione delle lettere di Sof'ja Tolstaja al marito Lev in un contesto bucolico.

## Distribuzione
Il film è stato presentato in anteprima mondiale il 2 settembre 2022, in concorso alla 79ª Mostra internazionale d'arte cinematografica di Venezia. Un couple verrà distribuito nelle sale francesi il 19 ottobre 2022.

## Riconoscimenti
- 2022 - Mostra internazionale d'arte cinematografica
  - In concorso per il Leone d'oro al miglior film